# Atelidae
Atelidae su porodica primata iz grupe majmuna Novog svijeta (Plattyrrhini). Ime su dobili po svom repu kojim se hvataju za grane i njime se služe kao petim ekstremitetom koji može sam nositi svu težinu tijela. 

## Općenito
Ova porodica majmuna živi na američkom kontinentu, od južnog Meksika pa do središnjih dijelova Brazila i Bolivije. Dnevne su životinje i borave u šumama. Vrlo su spretni, i akrobatski se kreću kroz krošnje pomažući si repom kojim se hvataju za grane. Osobitost njihovih repova je što s donje strane nije prekriven krznom, pa može, bez opasnosti da sklizne, obuhvatiti granu ili drugo hvatište. Taj dio kože na repu je, osim toga, pun vrlo osjetljivih živaca, tako da je osjetljiv kao jagodice na vrhovima prstiju kod ljudi.
Žive u grupama i svežderi su, no težište u prehrani im je ipak na voću, sjemenju i lišću. Poznati su po svom vrlo sporom razmnožavanju. Ženka rađa jedno mladunče svakih dvije do četiri godine. Mnoge vrste iz ove porodice indijanci love zbog mesa. Osim toga, uništavanje šuma u područjima gdje žive je velika prijetnja njihovom opstanku.
To su najveći primati u grupi majmuna Novog svijeta.

## Rodovi
Ova porodica ima pet rodova:
- Ateles, hvataši, spretni su penjači.
- Brachyteles, vunasti majmuni pauci žive u jugoistočnom Brazilu, i smatra ih se najugroženijim vrstama primata.
- Lagothrix, vunasti majmuni, imaju tamno, vunasto krzno po kojem su dobili ima.
- Oreonax flavicauda, žutorepi vunasti majmun, živi samo na sjeveru Perua.
- Alouatta, urlikavci, poznati su po svojim glasnim krikovima.